# Neperigea tapeta
Neperigea tapeta là một loài bướm đêm trong họ Noctuidae.